# 海軍乙事件
海軍乙事件（かいぐんおつじけん）とは、太平洋戦争中の1944年（昭和19年）3月31日、連合艦隊司令長官 古賀峯一海軍大将が搭乗機の遭難により行方不明となりその後殉職扱いとなった事件および、古賀大将に随伴した参謀長福留繁海軍中将が搭乗機（古賀大将搭乗機とは別機体）の不時着によりフィリピンゲリラの捕虜となった事件。この事件の際に、福留中将が保持していた日本軍の最重要軍事機密文書がアメリカ軍に渡った。行方不明となった古賀大将搭乗機の残骸など手がかりは、未だに発見されていない。

## 経緯
1944年2月のトラック島空襲の後、連合艦隊は新たな内南洋の拠点としてパラオを利用していたが、3月に連合軍の大空襲を受けた。そのため、連合艦隊司令長官古賀峯一海軍大将ら司令部要員はパラオからミンダナオ島のダバオへの退避を検討した。これは連合艦隊が陸上に司令部を置き、作戦にあわせて漸次各方面陸上基地を司令部が移動する事案の予行演習を兼ねたもので、連合艦隊司令部は戦艦「武蔵」と第十七駆逐隊を遊撃部隊に編入させた上で、31日乃至4月1日黎明にパラオ発、ダバオ経由サイパン進出の予定と電報で通知していた。ところが、4月1日昼間の出発を予定していたが、31日に七六一航空隊の偵察機（陸攻）から「1730、ヤップの200度、163マイルに空母2隻を基幹とする大部隊、進行方向西18ノット」の報告があり、加えてアラカベサン飛行艇基地が空襲警報の誤報を発した。これらの情報により、連合艦隊司令部は米軍がパラオに上陸すると判断した。
そのため、司令部要員は3月31日夕刻にミンダナオ島のダバオへ二式大艇3機での移動を急いだが、八五一航空隊の1機はエンジン不調によりスラバヤで修理したため遅れ、2機のみがパラオに到着。燃料補給を急ぎつつ司令部要員を乗せたが、空襲警報が発令されため給油を打ち切り、燃料に余裕がない状態で離水した。途中で低気圧に遭遇し、古賀搭乗の一番機（八五一航空隊所属、機長：同隊分隊長、難波正忠大尉）が行方不明となったほか、二番機（八〇二航空隊所属、機長：岡村松太郎中尉）も後述のように不時着した。これは一番機と二番機が異なる航空隊に所属していたため、天候不順の場合に海面を這うか（一番機）、雲上に出るか（二番機）という違う教育を受けていたためだとされる。なお、遅れた三番機（八五一航空隊所属、機長：安藤敏包中尉）はダバオで待機し、空襲が途絶えていることを確認して同地を離水、パラオ着水後、司令部の暗号士、暗号員を乗せて4月1日早朝にパラオを離水し、ダバオに無事着水した。一番機（と遅れた三番機）は、ラバウル残留のパイロットを救出するために、シンガポール→パラオ→サイパン→パラオ→シンガポールの飛行予定だったが、シンガポール→パラオ→サイパン→パラオ→遭難となった。
行方不明となった一番機は残骸等発見されないまま古賀以下の司令部要員7人を含む全搭乗員は「戦死」でなく「殉職」とされたが、これは嶋田繁太郎海軍大臣が、古賀の行動を前線からの逃走と批判し、戦死ではなく「殉職」扱いにさせたためである。古賀の殉職はすぐに国民には知らされず、同年の5月5日に発表され、古賀は元帥府に列せられ元帥の称号が与えられた。なお、嶋田は戦後になって「（古賀の殉職を）戦死に直せないか」と復員局に問い合わせたが、認められなかった。
一方、二番機は燃料が尽きかけた午前2時45分、セブ島沖に夜間着水を試みるも失敗、機体は大破し搭乗していた連合艦隊参謀長福留繁中将以下の連合艦隊司令部要員3人（ほか、作戦参謀の山本祐二大佐、通信長の山形掌）を含む9人は泳いで上陸したが、ゲリラの捕虜となり、1944年（昭和19年）3月8日に作成されたばかりの新Z号作戦計画書、司令部用信号書、暗号書といった数々の最重要軍事機密を奪われた。ゲリラに対して警戒心を抱かなかった福留らは拘束時に抵抗や自決、機密書類の破棄もしなかった（鞄を川に投げ込んだが、すぐに回収されたという）。
元々フィリピンはアメリカの植民地であったが、戦前は独自の憲法・議会・裁判所を含めた大幅な自治が認められており（フィリピン・コモンウェルスを参照）、日本軍の軍政が上手く行かなかったこともあって、住民の感情は親米反日的であった。そのためアメリカ軍は日本の支配が続いていた間、潜水艦で連絡員を送り込むなどして現地のゲリラと連携し、その組織化に手を貸していた。この時すでにゲリラの拠点（トバク高地）を包囲していた陸軍セブ守備隊の大西精一中佐(陸士30候)率いる大西大隊（陸軍独立混成第31旅団）の元に、二番機機長の岡村松太郎中尉がゲリラ指揮官（クッシング中佐）の書簡を持って訪れ、海軍高官9人が捕虜になっている事を伝えた。大西精一大隊長は一計を案じ「わが大隊は海軍将兵救出のために行動を起こし、貴部隊の包囲を完成した。もしも貴官が無条件で花園少将（偽名）以外九名の引き渡しに応じるならば、わが軍は即刻戦闘行動を中止して原隊駐屯に帰還しても良い」との書簡を岡村中尉に持ち帰らせた。翌早朝には「包囲を解く事を条件に捕虜引き渡しに応じる」との返事を手に岡村中尉が再来。取引が成立し、福留等は解放されたもののカバンはゲリラに没収され、作戦計画書等の機密文書はのちにゲリラからアメリカ軍の手に渡り、ブリスベーン郊外の連合国翻訳通訳課(Allied Translator and Interpreter Section: 略称ATIS)で、アメリカ陸軍情報部（Military Intelligence Service, MIS）の要員によって翻訳された。
先の山本五十六長官搭乗機が撃墜された事件（1943年（昭和18年）4月18日）を「海軍甲事件」と呼ぶことから、本件は「海軍乙事件」と呼ばれた。

## 影響

### 機密文書の紛失
『太平洋暗号戦史』や『太平洋戦争暗号作戦（下）』のように、文書の入手や暗号解読に関わった関係者の回顧では、この計画書類は太平洋で日本軍と対峙する米太平洋艦隊やその指揮下の第3艦隊にも転送されて活用されたという。
マッカーサーの司令部の日本語専門家は海軍用語に十分通じておらず、要旨を訳した段階で、真珠湾の太平洋方面統合情報センター（JICPOA）に回送された。ミッドウェー海戦で情報戦にも勝利した後、太平洋方面ではアメリカ海軍を中心として情報組織の再編が行われた。このとき、太平洋艦隊情報参謀として数々の重要暗号解読に当たってきたエドウィン・T・レートンは太平洋艦隊司令長官チェスター・ニミッツに対して提案を行い、太平洋方面情報センター（ICPOA）が誕生した。JICPOAはその後、ICPOAを母体として既存の暗号解読組織などを統合して生まれ、太平洋方面司令官の任にもついたニミッツの指揮下にあった。これらの組織は、1943年2月に日本語翻訳の速成教育を受けた予備士官20人を受け入れてから、日々その規模を拡大し続けていた。第5艦隊および両用作戦部隊はマリアナ諸島を目標としてエニウェトク環礁に集結しており、この時もレートンがニミッツに文書回送を具申していた。文書はハワイでの徹夜の作業によって、その全体が翻訳され、コピーが飛行艇で前線の艦隊に送付された。
太平洋艦隊司令部の毎日の回報は、日本軍の行動と意図、特に「Z号作戦」を実施しようとしているあらゆる証拠についての情報摘要なるものを流していた。例えば、5月22日の回報では伊勢型戦艦からなる第四航空戦隊の新編などがマーシャルで回収された将校のノートなどと合わせて提示されている。5月30日の回報では、連合軍の大規模な作戦を予期し、これに対抗する艦隊戦闘の準備であったなどと述べている。実際、モルッカ諸島のバチャン泊地（ニューギニア島西部）に第一戦隊などが進出しており、日本国外の文献ではジョン・ウィントンがこれを「あ号作戦」の実施のためと書いているが、実際は「渾作戦」のためであった。
6月17日、グアム西方600海里で日本の艦隊が発見された際も第5艦隊司令長官レイモンド・スプルーアンスは日本軍の誘いに乗らず、マリアナの橋頭堡確保に専念した。レートンはこの作戦文書の入手により第5艦隊司令部が日本軍の作戦を知っていたからこそ、マリアナの航空兵力と艦隊からの挟撃を受けずに済んだ旨を述べている（詳細はマリアナ沖海戦参照）。
日本海軍の機動部隊は、マリアナ作戦に先立ってフィリピン南西のタウイタウイ島の基地で、航空機の搭乗員の訓練を行う予定であった。このとき入手した「Z作戦」計画書に、後のマリアナ沖海戦（「あ号作戦」）の基本となるアウトレンジ戦法等の考えやタウイタウイ島で訓練と補給を行う旨が記されており、そのため米潜水艦隊がタウイタウイ島周辺に集中し洋上に出た艦船を攻撃してくるため、航空機搭乗員の洋上訓練を行うことが出来なくなったという。この時の日本海軍航空機の搭乗員の過半数は、実戦経験の乏しい若者だったとされる。またマリアナ作戦にあたって、機動部隊航空兵力と協力することが予想されるサイパン島の航空基地を、マリアナ作戦に先立って米軍は徹底して空爆して叩いている。
一方、カール・ソルバーグ著『決断と異議　レイテ沖のアメリカ艦隊勝利の真相』によれば、マリアナ沖海戦にはこの計画書類の回送・分析は間に合わなかったように記されている。また、「新Z号作戦」は大まかに言って3通りの邀撃策を提示しており、マリアナ諸島の次の侵攻作戦を行った際に、日本軍がどの策を採用するかは不明であった。更に「捷号作戦」が計画された際に、米陸軍との合同研究などによって作戦要領等も若干変化していた。その後、アメリカ軍の次期の大規模進攻はレイテ島に向けられることとなったが、日本軍の動静は、暗号解読、通信解析、地形・浜辺の調査、高高度からの偵察写真、墜落した敵機の分析、捕虜の尋問等に拠っても、推定しようとしていた。戦時であり、これらの推定は多くの誤りも含んでいた。レイテ島の進攻に呼応して「捷一号作戦」が発動された後も、出撃する日本艦隊に対処する任務を与えられていた第3艦隊は動静の全く掴めていなかった空母機動部隊（小沢艦隊）を含む日本軍の航空作戦に気を取られ、戦策の一つとして示されていた水上艦の活用には注意が向いていなかったという。24日の段階では第3艦隊は進撃する日本艦隊（栗田艦隊）に空襲を加えた（シブヤン海海戦）。その日の晩の集計では大和級戦艦1隻炎上傾斜、金剛級1隻損傷大、ほか戦艦2隻に爆弾・魚雷命中、軽巡洋艦1隻転覆、重巡洋艦2隻に魚雷命中などと報告があり、第3艦隊司令部は栗田艦隊に壊滅的な打撃を与えたと判断した。加えて栗田艦隊は欺瞞のために一時反転していたことから、司令長官のウィリアム・ハルゼーはもとより首脳部は本当の意図に気付かず、夕方に索敵機が発見した小沢艦隊の捜索が目下の課題となっていた。
カール・ソルバーグは著書の冒頭にて「情報に関する一般的な仕事とは、敵の全てを知って、その知った事柄をどう解釈するか」であることを述べている。カールはこの戦いの時、第3艦隊司令部のスタッフとしてニュージャージー(USS New Jersey, BB-62 )に乗組んでおり、彼の同室者だった情報士官のハリスコックス大尉は計画書を別の観点から分析していた。ハリスコックスは第3艦隊の他のスタッフほど航空戦を経験してなかったため、航空機への過度な重み付けがなく、水上艦の動きに注目した。その結果、24日の夜、日本艦隊の本当の目的が栗田艦隊による輸送船団攻撃であるという結論に達した。彼は上司の情報参謀マリオン・チーク大佐にこの検討結果を伝え、チーク大佐は司令部の他の面々と作戦行動の変更を求めて掛け合ったが、ハルゼーは就寝中であり、司令部の中では航空参謀ホレスト・モルトン大佐などの声望が大きく、チークの司令部内での影は薄かった。このため、モルトンはこの推測をぞんざいに扱い、作戦行動には反映されなかった。25日朝、サマール沖で護衛空母群が栗田艦隊の攻撃を受け、その報告により司令部は騒然となった。その後、第7艦隊司令官のトーマス・C・キンケイド中将による救援要請や、それを受けたチェスター・ニミッツからの電文などが続々着電し、第3艦隊は栗田艦隊を追撃するためにサンベルナルジノ海峡に向け反転した。靡下の第34、第38の各任務部隊に反転を指令する電文を起草したのはモルトンであった。

### その他
戦陣訓に見られるように、当時の日本では敵の捕虜となることをこの上ない恥としており、福留がゲリラに捕縛されたことを敵の捕虜になったとみなすかどうかが問題となったが、「戦時は捕虜にならなかった」という見地で不問になった。福留は海軍上層部の擁護もあり、軍法会議にかけられることも、予備役に退かされることもなく、第二航空艦隊司令長官に着任し、海軍内の要路に留まった。福留は、けっきょく事件直後からその最期まで軍機を奪われたことを認めようとはしなかった。戦後、福留がGHQで戦史編纂の仕事をしていた大井篤のところに出向き、「君や千早が機密書類が盗まれたと言っており、迷惑している。こんな事実は全くないんだ。」と述べたところ、大井は「盗まれたのは事実です。お帰り下さい。」と追い返したと言う。戦後、海軍は身内（海軍兵学校出身者）に甘い体質を持つと批判されたが、その理由として本件を挙げられることがある。
また、1944年（昭和19年）6月8日に決行の予定で、大本営から連合艦隊司令部に提案が行われ、おおむね合意は得られていた「雄作戦」が古賀の死によって検討段階で消滅した。